# Yoshihisa Kishimoto
Pour les articles homonymes, voir Kishimoto.
Yoshihisa Kishimoto (岸本 良久, Kishimoto Yoshihisa), né le 17 septembre 1961, est un créateur de jeux vidéo japonais. Il est connu pour avoir créé la série Double Dragon.

## Ludographie
- Pro Soccer (1982, arcade) – Sous-directeur
- Cobra Command (1984, Laserdisc) – Directeur
- Road Avenger (1984, Laserdisc) – Directeur
- Renegade (1986, arcade) – Directeur
- Renegade (1987, NES) – Directeur
- Double Dragon (1987, arcade) – Directeur
- Super Dodge Ball (1987, arcade) – Directeur
- Double Dragon (1988, NES) – Directeur
- China Gate (1988, arcade) – Directeur
- U.S. Championship V'Ball (1988, arcade) – Directeur
- Double Dragon II: The Revenge (1988, arcade) – Directeur
- WWF Superstars (1989, arcade) – Directeur
- Super Spike V'Ball (1989, NES) – Responsable de production
- Double Dragon II: The Revenge (1989, NES) – Producteur
- Blockout (1989, arcade) – Producteur
- Double Dragon 3: The Rosetta Stone (1991, NES) – Directeur
- WWF WrestleFest (1991, arcade) – Directeur
- Sugoro Quest: The Quest of Dice Heros (1991, Famicom) – Producteur
- Shodai Nekketsu Kōha Kunio-kun (1992, Super Famicom) – Producteur
- Super Bowling (1992, Super NES) – Producteur
- Super Double Dragon (1992, Super NES) – Directeur du support
- The Combatribes (1992, Super NES) – Producteur
- Shin Nekketsu Kōha: Kunio-tachi no Banka (1994, Super Famicom) – Directeur
- Sugoro Quest ++: Dicenics (1994, Super Famicom) – Producteur
- Othello World 2:Yume to Michi e no Chōsen (1995, PlayStation) – Producteur
- Chō Aniki: Kyūkyoku Muteki Ginga Saikyō Otoko (1995, PlayStation) – Producteur
- Chō Aniki: Kyūkyoku... Otoko no Gyakushū (1996, Sega Saturn) – Producteur
- Slam Dragon (1996, PlayStation) – Producteur
- Cowboy Bebop (1998, PlayStation) – Producteur
- Gunya Gunya (1999, PC) – Producer
- Simple 1500 Series Vol. 28: The Dungeon RPG (2000, PlayStation) – Producteur et directeur du développement
- Bau Nyā Chū (2000, PC) – Producteur
- River City Ransom: Underground (2014, PC, Mac) – Consultant créatif
- Double Dragon IV (2017, PlayStation 4, PC, Switch) – Directeur